# Ledeno doba (2002.)
Ledeno doba (eng. Ice Age) je računalno-animirani film iz 2002. godine animacijskoga studija Blue Sky Studios. Redatelj filma je Chris Wedge, a glasove u originalnoj verziji posudili su između ostalih i Ray Romano, John Leguizamo i Denis Leary. Producent je Lori Forte, a film je distribuirao 20th Century Fox. Scenarij potpisuju Michael Berg, Michael J. Wilson i Peter Ackerman.

## Glavne uloge